# Robin Braun
Robin Braun (* 12. Februar 1996) ist ein deutscher Fußballschiedsrichter. Er pfeift für den Wuppertaler Verein SV Jägerhaus-Linde aus dem Fußballverband Niederrhein.

## Karriere
Der 1,83 Meter große Braun absolvierte seine Schiedsrichterausbildung im Jahr 2009 und galt fünf Jahre später als „einer der landesweit besten Jung-Schiedsrichter“. Er debütierte im März 2016 in der fünftklassigen Oberliga Niederrhein, im August 2017 in der viertklassigen Regionalliga West.
Nach 14 Einsätzen als Schiedsrichterassistent in der Profiliga stieg Braun zur Saison 2019/20 auch als Spielleiter in die 3. Liga auf und leitete dort am 31. August 2019 beim Aufeinandertreffen von Hansa Rostock und Preußen Münster (1:0) seine erste Partie. Zwei Wochen zuvor wurde Braun erstmalig als Assistent in der 2. Bundesliga eingesetzt. Zwei Jahre später, zur Saison 2021/22, stieg Braun weiter in die 2. Bundesliga auch als Schiedsrichter auf und debütierte dort am 20. August 2021 beim Spiel von Hannover 96 gegen den 1. FC Heidenheim (1:0).
Am 22. April 2023 war Robin Braun als Vierter Offizieller des Bundesliga-Spiels der TSG 1899 Hoffenheim gegen den 1. FC Köln angesetzt. Nach dem kurzfristigen Ausfall des ursprünglich vorgesehenen Benjamin Brand machte er bei seinem Bundesligadebüt (1:3) laut kicker „letztlich eine ordentliche Figur“. Am 24. November 2024 hatte Braun bei der Partie Borussia Mönchengladbach–FC St. Pauli (2:0) seinen ersten geplanten Einsatz.
Am 2. Februar 2025 pfiff Braun die Bundesligapartie Bayer Leverkusen–TSG Hoffenheim. Als eine Entscheidung nach Eingriff des Video-Assistenten korrigiert wurde, war Braun der erste Schiedsrichter der Bundesligageschichte, der über die Stadionlautsprecher die finale Entscheidung erklärte.
Ab der Saison 2025/26 ist Braun auch fester Teil des Kaders der Bundesliga-Schiedsrichter.

## Leben
Braun besuchte das Städtische Leibniz-Gymnasium Remscheid, engagierte sich dort unter anderem als Schülersprecher und absolvierte das Abitur im Jahr 2014. 2019 schloss Braun das Jurastudium an der Heinrich-Heine-Universität Düsseldorf erfolgreich ab und wurde 2021 mit einer Arbeit über Die Regressfähigkeit von monetären Disziplinarmitteln unter dem Gesichtspunkt einer Zweckverfehlung zum Doktor der Rechte (Dr. iur.) promoviert. Er absolvierte anschließend das Rechtsreferendariat am Landgericht Wuppertal.